# Messier 79
Messier 79 (M79 ili NGC 1904) je kuglasti skup u zviježđu Zecu. Otkrio ga je Pierre Méchain 1780. godine. Charles Messier unio ga je u svoj katalog 17. prosinca 1780. godine. Kao i većinu kuglastih skupova, prvi ga je u zvijezde razlučio William Herschel 1784. godine.

## Svojstva
M79 je prekrasan kuglasti skup na neobičnom mjestu. Nalazi se na suprotnoj strani od središta Mliječne staze. Za promatrača iz središta galaksije, M79 nalazio bi se daleko iza nas. Udaljenost skupa je 42.100 svjetlosnih godina od nas i 60.000 svjetlosnih godina od središta galaksije. Na toj udaljenosti prividni promjer skupa od 9,6' odgovara pravocrtnom promjeru od 118 svjetlosnih godina. Skup je umjereno eliptičan i sadrži samo 7 poznatih promjenjivih zvijezda. Od nas se udaljava brzinom od 200 km/s.
Novija istraživanja otkrila su moguć razlog neobičnog položaja skupa. Postoji mogućnost da je skup bio ili još uvijek je dio patuljaste eliptične galaksije Velikog psa koja upravo prolazi kroz Mliječnu stazu. Vjeruje se da su kuglasti skupovi NGC 1851, NGC 2298 i NGC 2808 također članovi patuljaste galaksije.

## Amaterska promatranja
Kroz 200 milimetarski teleskop gledano, skup je malen, velik oko 2' sa sjajnim središtem promjera 1'. Na rubovima se može uočiti granulacija. Sam skup je relativno taman s prividnim sjajem od magnitude + 7,7.

## Vanjske poveznice
Skica M79